# Rajasaurus
Rajasaurus ([radžasaurus], "ještěří princ") byl rod středně velkého teropodního dinosaura z čeledi Abelisauridae, žijícího v období svrchní křídy na území současné Indie (jeho fosilie byly objeveny v sedimentech geologického souvrství Lameta).

## Popis

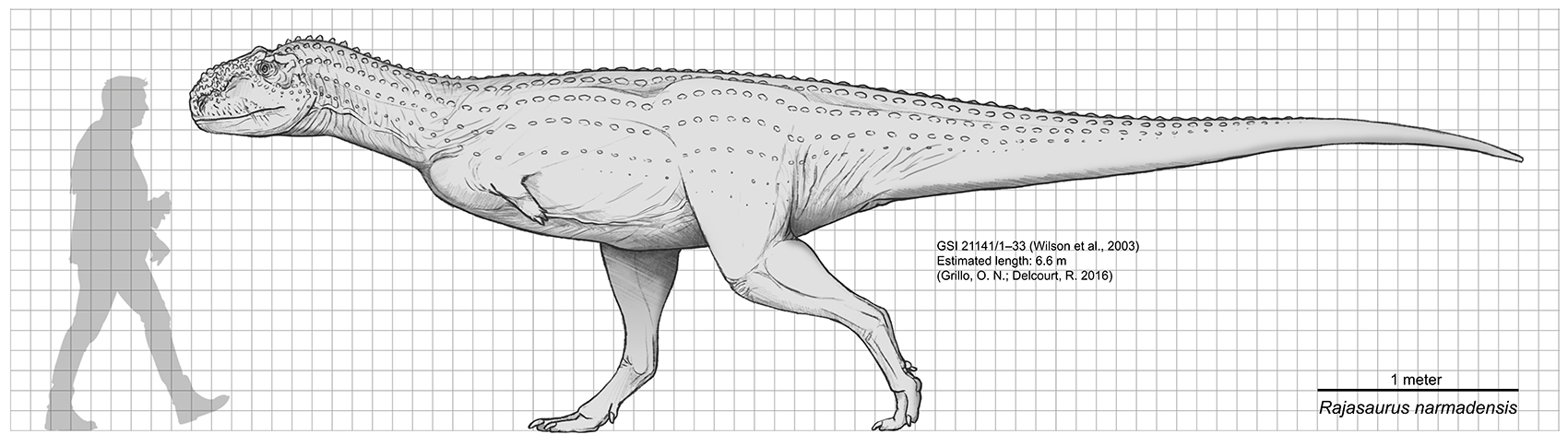
Porovnání velikosti rajasaura a člověka.

Rajasaurus byl asi 6 až 6,6 metru dlouhý masožravý dinosaurus (teropod) z čeledi Abelisauridae. Podle G. S. Paula však mohl dosahovat délky až 11 metrů a hmotnosti kolem 4000 kilogramů. Žil v období svrchní křídy (asi před 69 miliony let) na území dnešní Indie (údolí Narmada). První zkameněliny tohoto obřího dravce byly objeveny již mezi roky 1982 a 1984, popis jakožto nového druhu však přišel až v srpnu roku 2003 (jedním z vědců, podílejících se na popisu, byl také Paul Sereno).
Objevena byla 60 cm dlouhá lebka a zhruba 70% kostry, takže jde o poměrně kompletní nález. Abelisauridi jsou známí také z dalších jižních kontinentů, rod Rajasaurus byl však dosud objeven pouze na území Indie.

## Paleoekologie
Rajasaurus byl vrcholovým predátorem, který pravděpodobně lovil i jiné velké dinosaury. Mezi jeho kořist mohla patřit také mláďata velkých sauropodních dinosaurů, jako byl druh Isisaurus colberti, žijící ve stejných ekosystémech.
Stejným dinosaurem mohl být ve skutečnosti také abelisauridní teropod, popsaný v roce 1923 jako Lametasaurus indicus.

## Zajímavost
Fosilie tohoto teropoda možná znali již hinduističtí obyvatelé Indie v 18. století i dříve. Je dokonce možné, že jejich fosilní vajíčka a kosti uctívali jako božstvo jménem Šarabha ve svých chrámech.